# Alex Jacob
Alex Jacob, detto Skim Milk eMr. Fro-Poker (Houston, 27 ottobre 1984), è un giocatore di poker statunitense.
Nel 2003 vince il "Peter A. Fabrizio Memorial Poker Classic", guadagnando 655507 $. Nel 2006 vince l'U.S. Poker Championship, guadagnando 878500 $.
Nel maggio 2006 si è laureato in Matematica ed Economia alla Yale University.
Dopo le World Series of Poker 2010 può vantare 22 piazzamenti a premi WSOP (con 4 tavoli finali).
Il guadagno totale al 2010 è di 2596511 $.